# Kreuzebra
Kreuzebra é uma vila e antigo município da Alemanha localizado no distrito de Eichsfeld, estado da Turíngia. Pertencia ao verwaltungsgemeinschaft de Dingelstädt.

## Demografia
Evolução da população (em 31 de dezembro):
| - 1994 - 775 - 1995 - 774 - 1996 - 776 - 1997 - 796 | - 1998 - 779 - 1999 - 789 - 2000 - 809 - 2001 - 818 | - 2002 - 810 - 2003 - 800 - 2004 - 810 |

Fonte: Datenquelle - Thüringer Landesamt für Statistik